# مقاطعة باتريك (فيرجينيا)
 مقاطعة باتريك  (بالإنجليزية:  Patrick County)‏ هي إحدى المقاطعات في ولاية فيرجينيا في الولايات المتحدة الأمريكية.

## أعلام
- ويليام نيل رينولدز
- أرشيبالد ستيوارت
- إدموند بار
- جلان وود